# NGC 7815
NGC 7815 é uma estrela na direção da constelação de Pegasus. O objeto foi descoberto pelo astrônomo Herman Schultz em 1866, usando um telescópio refrator com abertura de 9,5 polegadas.